# 3634 Іван
3634 Іван (3634 Iwan) — астероїд головного поясу, відкритий 16 березня 1980 року.
Тіссеранів параметр щодо Юпітера — 3,622.